# CNNヘッドライン (テレビ朝日)
『CNNヘッドライン』（シーエヌエヌ ヘッドライン）は、1987年9月29日（28日深夜）から1999年10月1日（9月30日深夜）までテレビ朝日系列局で放送されていたCNN系の報道番組。

## 概要
- CNNで報道されたニュース項目を、同局の映像ソースを使い、手短に伝えていたミニ報道番組あるいはニュースショー番組である。CNNで放送されているニュース番組『CNN Headline NEWS』をそのまま報じる番組ではない。
- オーディションで選ばれた女性（主に女子大生やモデル）がキャスターを務めていた。当時のテレビ朝日は『ニュースシャトル』をはじめとして、タレントを報道番組に起用することが多かった。また当初は番組の進行スタイル（概略を英語→日本語の順で伝え、一部の内容も英語→日本語の順で伝えていた）を踏まえ、バイリンガルのキャスターを起用。構成が一部変わった後も、それは引き継がれた。
- 番組開始当初は当時六本木にあった日本ケーブルテレビジョン（JCTV）のCNN制作フロア内に作られたオープンスタジオ[3]から生放送されていたが、1988年秋頃、テレビ朝日におけるCNN関連番組の制作フロアが、テレビ朝日アーク放送センター（アークヒルズ）へ移ることとなり、それに伴いスタジオも同Nスタジオに変更され、以後最終回まで同所からの放送となった。[4]。スタジオセットは移転当初は独自のセットを設けていたが、『ステーションEYE』開始後はスタジオ面積などの都合から同番組と共用になり、さらに番組最末期はバーチャルセットに切り替えられたため、Nスタジオ内に新設されたバーチャル用のクロマキースペースへ移っている。
- 新聞のテレビ欄には、掲載スペースの都合上、単に「CNN」と記載されていた。
- スポーツ中継の「階段編成」や特番、『ニュースステーション』の緊急拡大などにより、10分から最大2時間程度の繰り下げとなることがあり、最大で深夜2時台からの放送となった日もあった。
- 制作担当がテレビ朝日の報道局ということもあり、国内で緊急の事件・事故があった時には内容変更や、番組枠を「報道特別番組」に切り替え、ANN各局へ臨時ネットすることもあった。
- もともとネット局は少ない番組であったが、1990年代中期以降は人気キャスターの降板や地方局のローカル枠拡大、さらには改編毎に放送時間が頻繁に変更されるなどでネット局は減っていき、最終的には関東ローカル（テレビ朝日のみ）となった。
- 関東地方においては当初、丸井の一社提供番組であった[5]。

### 代表的な放送スタイル
ここでは、オープニングテーマに「COME ON」（詳しくは後述）を使用していた時代の代表的な放送スタイルを述べる。
オープニング
「COME ON」にあわせて、オープニングタイトル（CGを多様）が流れる。初期にはテーマ音楽に合わせてタイトルが移動していた。オープニングの最後に、スポンサーがクレジットされ、テーマソングはそのまま流しながら、スタジオ映像に切り替わり、番組がスタートする。キャスターが簡単な挨拶をする（英語を交えることが多かった）。
ヘッドライン
番組タイトル通り、CNNが報じたニュースをCNNの映像ソースを使用してショートニュース形式で数項目紹介する。このとき、日本語と英語を交互に話す形で内容が伝えられる（日本語と英語とは同じ内容でなく、通しで内容が分かる伝え方であった）。原則として、英語のタイトルテロップのままであった。洋楽のBGMが流れていた。なお、番組休止または報道特番に変更するほどではないものの重要なニュースが入ったときは、ヘッドライン冒頭で伝え、この部分のみ日本語のみとなりBGMも流れず、次の項目から交互とBGMが復活していた。
特集
特に1項目を取り上げ、詳しく報じる。こちらも、洋楽のBGMが流れていた（ヘッドラインとは曲が変わる）。
為替と株、エンディング
こちらも洋楽のBGMが流れる（また曲が変わる）。CNNから為替と株の画面を流し、キャスターが英語で概略を説明する。この後スタジオに画面が切り替わりエンディングとなるが、その冒頭には必ず「CNNヘッドライン、いかがでしたか？」とつける。挨拶終了後、NBAなどスポーツの結果を流しながらスタッフロールが出て本編終了となる。
後クレジット
「COME ON」の最後の部分を編集した曲がBGMとして流れ、スポンサークレジットとエンドクレジットが流れる。このとき、キャスターが手を振るなどするしぐさが背景や小画面に流れていた。

## 放送時間
いずれもテレビ朝日の時間帯とする（出典：）。
| 放送期間   | 放送期間   | 放送時間（日本時間）           | 放送時間（日本時間） | 備考       |
| 放送期間   | 放送期間   | 火曜 - 金曜（月曜 - 木曜深夜） | 土曜（金曜深夜）     | 備考       |
| ---------- | ---------- | ------------------------------ | -------------------- | ---------- |
| 1987.09.29 | 1992.04.04 | 0:20 - 0:30（10分）            | 1:00 - 1:10（10分）  |            |
| 1992.04.07 | 1993.10.02 | 0:50 - 1:00（10分）            | 1:00 - 1:10（10分）  |            |
| 1993.10.05 | 1998.03.27 | 0:50 - 1:00（10分）            | （放送なし）         | [ 注釈 1 ] |
| 1998.03.31 | 1998.07.16 | 1:30 - 1:40（10分）            | （放送なし）         | [ 注釈 3 ] |
| 1998.07.21 | 1998.10.01 | 1:40 - 1:50（10分）            | （放送なし）         |            |
| 1998.10.02 | 1999.10.01 | 1:30 - 1:40（10分）            | （放送なし）         |            |

## 主なキャスター
- 松田奈利子 - 元中京テレビアナウンサー。月曜と金曜のキャスターを務めた。同時期に『CNNモーニング』も担当。
- 小牧ユカ - 1987年の放送開始から火曜と木曜日を担当していた。1987年10月から1993年3月まで5年6か月間にわたってキャスターを務めた。
- 山口美江 - デビューしたのはこの番組である。
- 木佐彩子 - 元フジテレビアナウンサー。学生時代に担当。[7]
- 丸川珠代 - 担当期間はアナウンサー時代の1995年10月 - 1996年9月。
- 浜家優子 - デビューしたのはこの番組である。番組テーマソングのひとつだった「恋はメリーゴーランド」の英訳詞も行った。
- 栗原由佳
- 好本綾子 - 担当期間は1995年10月 - 1996年9月。
- 小笠原陽子 - 担当期間は1995年10月 - 1996年9月。
- 鈴木聖子 - 担当期間は1995年10月 - 1996年9月。
- 光岡ディオン - 担当期間は1989年1月 - 1990年3月。同時期に『CNNモーニング』も担当。
- 井上美樹子
- 吉野三香
- 木村倫子 - 学生時代に担当。
- ミシェル・フェレ - 担当期間は1994年10月 - 1995年9月。
- 西川史子 - 学生時代に担当。

## テーマソング
- 「COME ON」（PRISM） - 番組開始から長い間使われていた。（1987年9月〜1994年3月）
- 「恋はメリーゴーランド」（大黒摩季）

## 放送局
特筆の無い限り全て同時ネット。
- テレビ朝日（制作局）
- 北海道テレビ：1987年9月29日から1993年4月1日まで放送[8]。

## 備考
- 瀬戸内海放送では『ニュースステーション』の終了後、ステーションブレイクを挿んでこの番組が放送されていた時期がある[9]。